# Justus Lundberg
Karl Vilhelm Justus Lundberg, född 28 februari 1887 i Skärstads socken, död 24 november 1966 i Stockholm, var en svensk lärare.
Justus Lundberg var son till tegelmästaren Frans Oskar Lundberg. Efter mogenhetsexamen i Växjö 1908 studerade han vid Lunds universitet där han blev filosofie kandidat 1911, filosofie magister 1912, filosofie licentiat 1917 och filosofie doktor 1921 efter att samma år ha disputerat med avhandlingen Studier över andra starka verbalklassen i nysvenskan. Han var docent i nordiska språk vid Lunds universitet 1921–1929. Efter att ha tjänstgjort som lärare vid Lunds privata elementarskola från 1917 var Lundberg från 1924 lektor i modersmålet och tyska vid Högre allmänna läroverket för gossar i Malmö. Från 1929 var han lektor vid det nyinrättade Högre Allmänna Läroverket för flickor å Norrmalm. Lundberg innehade flera uppdrag, bland annat var han ledamot av domkapitlet i Stockholm 1937–1942 och av Statens läroboksnämnd 1938–1942.